# Westport (Newfoundland och Labrador)
Westport är en ort i Kanada.   Den ligger i provinsen Newfoundland och Labrador, i den östra delen av landet, 1 500 km öster om huvudstaden Ottawa. Westport ligger 33 meter över havet och antalet invånare är 220.
Terrängen runt Westport är varierad. Havet är nära Westport åt nordväst. Trakten runt Westport är nära nog obefolkad, med mindre än två invånare per kvadratkilometer.. Närmaste större samhälle är Jackson's Arm, 14,2 km nordväst om Westport. 
I omgivningarna runt Westport växer i huvudsak barrskog.